# 岩尾エマはるか
岩尾エマはるか（いわおエマはるか、Emma Haruka Iwao 1984年4月21日 - ）は、日本のコンピュータ技術者、Googleのソフトウェアエンジニア。2019年と2022年に正確な円周率（π）の計算で当時の世界記録を達成した。

## 来歴

### 生い立ち
12歳の頃に円周率に興味を持ち、夢中になった。当時円周率の計算の世界記録を持っていた金田康正をはじめとする数学者がとても身近に感じられ、また多大な影響を受けた。高校時代は数学の成績が良くなかったため大学は文系に進んだが、クラス担任の先生のアドバイスを受けて、筑波大学第二学群人間学類から第三学群情報学類に転向した。大学ではコンピュータサイエンスを学び、当時スーパーコンピューターを使って計算した最も正確な円周率の記録保持者であった高橋大介に師事。筑波大学大学院システム情報工学研究科でコンピューティングの研究を始める前の2008年に、学部長表彰を受けた。修士論文は、高性能コンピュータシステムについてのものである。その後、パナソニック、グリー、レッドハットでソフトウェアエンジニアリングの職に就き、サイトリライアビリティを担当した。

### Google入社以後
岩尾は、2015年にクラウドデベロッパーアドボケイトとしてGoogleに入社。入社当初から2019年まで東京支社で働いた後、2019年にシアトル支社に移動した。Google Cloud Platform (GCP)の開発者として、使用方法に関するサポートと、アプリケーション開発者のサポートに関する仕事をおこなっている。また、クラウドコンピューティングを誰もが利用できるようにしたり、オンラインの講義デモや、教材の作成などもおこなっている。
2019年3月14日（米国時間）、円周率の日に、岩尾はGoogle Cloud Platformを使用しアメリカ議会図書館の印刷物コレクション全体が持つデータ量に匹敵する170テラバイトのデータを用い、円周率（π）の値を約31.4兆桁（正確には、円周率の最初の14桁に合わせて31,415,926,535,897桁）計算したことを発表した。以前の世界記録である22兆桁を9兆桁上回るもので、y-cruncherと呼ばれるマルチスレッドプログラムを、25台のGoogle Cloud仮想マシンで計算を実行。完了までに121日を要した。その後2022年には100兆桁まで更新されている。